# كارل بوب
كارل بوب (بالألمانية: Karl Bopp)‏ (و. 1877 – 1934 م) هو رياضياتي، ومؤرخ الرياضيات، ومؤرخ ألماني، ولد في راستات، توفي في هايدلبرغ، عن عمر يناهز 57 عاماً.

## التعليم
تعلم في جامعة هايدلبرغ.